# Бусоленго
Бусоленго (итал. Bussolengo) је насеље у Италији у округу Верона, региону Венето.
Према процени из 2011. у насељу је живело 15170 становника. Насеље се налази на надморској висини од 120 м.

## Становништво
| 1951. | 1961. | 1971.  | 1981.  | 1991.  | 2001.  | 2011.  |
| ----- | ----- | ------ | ------ | ------ | ------ | ------ |
| 6.425 | 7.760 | 10.730 | 13.528 | 14.453 | 16.986 | 19.483 |

## Партнерски градови
- Нидер-Олм